# Lachtehausen
Lachtehausen ist ein Ortsteil der Stadt Celle in Niedersachsen, der östlich des Stadtzentrums an der Lachte liegt.

## Geschichte
Am 1. Januar 1973 wurde Lachtehausen nach Celle eingemeindet.

## Politik
Die Celler Ortsteile Altenhagen, Bostel und Lachtehausen bilden einen gemeinsamen Ortsrat, der sieben Mitglieder hat.

Bei der Kommunalwahl 2021 ergab sich folgende Sitzverteilung:
| Ortsrat 2021Insgesamt 7 Sitze - SPD: 2 - Grüne: 1 - Unab.: 1 - CDU: 3 |

### Ortsbürgermeister
Ortsbürgermeister ist Hans-Martin Schaake (Einzelbewerber).

## Religion
Lachtehausen ist Teil des evangelisch-lutherischen Kirchenkreises Celle und des römisch-katholischen Bistums Hildesheim.

## Baudenkmale
- Liste der Baudenkmale in Celle#Lachtehausen